# Терекла (приток Кривли)
Терекла — река в России, протекает по Куюргазинскому району Башкортостана. Длина реки составляет 11 км.
Начинается в дубовом лесу в урочище Накасская Дача. Течёт на северо-запад, сначала по лесу, потом по открытой местности, протекает через деревню Новоядгаровская. Устье реки находится в 6,2 км по правому берегу реки Кривли.

## Данные водного реестра
По данным государственного водного реестра России относится к Камскому бассейновому округу, водохозяйственный участок реки — Белая от Юмагузинского гидроузла до города Салавата, без реки Нугуш (от истока до Нугушского гидроузла), речной подбассейн реки — Белая. Речной бассейн реки — Кама.
Код объекта в государственном водном реестре — 10010200412111100017711.